# Престъпният живот на Арчибалдо де ла Крус
„Престъпният живот на Арчибалдо де ла Крус“ (на испански: Ensayo de un Crimen) е испански филм от 1955 година, комедия на режисьора Луис Бунюел по негов сценарий в съавторство с Едуардо Угарте, базиран на едноименната пиеса на Родолфо Узили. Продукция на испанската компания „Alianza Cinematográfica Española“, филмът е създаден изцяло в Мексико.
В центъра на сюжета е богат мексиканец, който в резултат на травма от детството решава да стане сериен убиец, но подробно разработените му планове за престъпления така и не се реализират. Главните роли се изпълняват от Мирослава, Ернесто Алонсо, Рита Маседо, Ариадна Велтер.